# Eruzione dell'Etna del 1991-1993

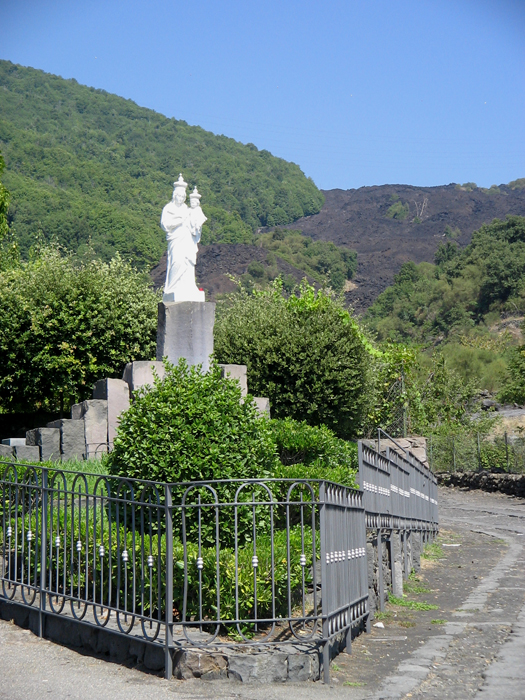
Stele votiva posta al termine della colata lavica in Piano dell'Acqua

La Valle del Bove, prima dell'eruzione

L'eruzione dell'Etna del 1991-1993 cominciò il 14 dicembre 1991 e terminò il 30 marzo del 1993. Fu l'eruzione etnea di più lunga durata tra quelle recenti. La lava fuoriuscì da un sistema di fratture localizzate lungo la base del cratere di sud-est, in direzione nord-sud, che si estese nel giro di alcuni giorni da quota 3.100 a quota 2.200 s.l.m.

## Descrizione
Le colate che scaturirono dalle bocche si riversarono in più fasi nell'estesa Valle del Bove sovrapponendosi e risparmiando unicamente la parte superiore di monte Calanna. Da lì, incanalatesi verso il Salto della Giumenta, si spinsero giù in Val Calanna, colmandola in gran parte e distruggendo castagneti, frutteti, antichi fontanili, casolari rustici e le sorgenti d'acqua che alimentavano la rete idrica dell'intero comune di Zafferana Etnea.
Nel frattempo i militari dell'Esercito Italiano, in collaborazione con la Protezione Civile, eressero un alto muraglione a Portella Calanna, cercando di frenare l'avanzata del flusso lavico, che da lì, sfruttando la notevole pendenza, rapidamente sarebbe giunto in contrada Piano dell'Acqua, a poche centinaia di metri dal centro abitato.
La barriera artificiale (lunga 234 metri e alta 21 metri) riuscì a reggere la spinta della lava fino all'8 aprile 1992, quando a seguito di un aumento della fluidità del magma, fu travolta e superata.
Mentre gli amministratori e la Protezione Civile mettevano a punto altre strategie per proteggere la città, gli abitanti colti dal panico, affidandosi alla fede nella protezione della patrona, la Madonna della Provvidenza, ne portarono il 10 aprile 1992 la statua in processione fino alla contrada Piano dell'Acqua, nei pressi del fronte lavico.
Gli interventi scelti per contrastare l'avanzata della lava furono di tre tipi: 1) lo scoppio di esplosivo a quota 2.000 metri nei canali di ingrottamento della lava; 2) lo sganciamento delle croci di frisia nei canali di ingrottamento; 3) l'erezione di piccoli sbarramenti al di sotto di Portella Calanna per contrastare l'avanzata della lava. Questi esperimenti riuscirono solo in parte, ma consentirono di effettuare degli interventi in seguito migliorati e riutilizzati nelle eruzioni etnee successive.
Il 12 aprile 1992 il Consiglio dei ministri dichiarò lo Stato di emergenza, affidando al Ministro per la Protezione Civile, Nicola Capria, pieni poteri decisionali.
A seguito degli interventi effettuati (in particolare la cosiddetta operazione tappo, consistente nel tentativo di interrompere il corso della lava facendola tracimare in un canale d'invito) il 27 maggio 1992 la colata lavica, ormai giunta a Piano dell'Acqua, si arrestò per mancanza di alimentazione a circa 700 metri dal popoloso quartiere di Sciara.
Questo evento, data l'estensione e la durata dell'eruzione, mobilitò tutte le istituzioni, quali l'Arma dei Carabinieri, della Polizia, della Guardia di Finanza, della Guardia Forestale, dei Vigili del Fuoco, la Protezione Civile, il Parco dell'Etna e l'Amministrazione Comunale, che in questa occasione formarono il C.O.M. (Centro Operativo Misto), coordinato dal ministro Nicola Capria.
Furono inoltre coinvolti vulcanologi e geologi, i militari dell'Esercito Italiano, la Croce Rossa Italiana, aviatori e Marines della base militare di Sigonella ma anche diversi cittadini che misero a disposizione il loro tempo e i loro mezzi per affrontare l'eruzione.
Il 31 maggio 1992 il ministro Nicola Capria dichiarò ufficialmente scampato il pericolo per la cittadina di Zafferana, in quanto le colate a valle non erano più alimentate. L'eruzione continuò per altri dieci mesi riversandosi su sé stessa in Valle del Bove, senza suscitare più preoccupazione per i centri abitati, arrestandosi del tutto il 30 marzo 1993.
Il 13 novembre 1994, in contrada Piano dell'Acqua, a pochi metri dal fronte lavico, i devoti zafferanesi eressero una stele votiva con la statua della Madonna della Provvidenza, a memoria. Il cardinale Salvatore Pappalardo benedisse il monumento.